# Psila asiatica
Psila asiatica är en tvåvingeart som beskrevs av Iwata 1994. Psila asiatica ingår i släktet Psila och familjen rotflugor.
Artens utbredningsområde är Nepal. Inga underarter finns listade i Catalogue of Life.